# Villaroux
Villaroux é uma comuna francesa na região administrativa de Auvérnia-Ródano-Alpes, no departamento de Saboia. Estende-se por uma área de 3,09 km². Em 2010 a comuna tinha 206 habitantes (densidade: 66,7 hab./km²).